# Pokój w Hubertusburgu
Pokój w Hubertusburgu – traktat pokojowy z 15 lutego 1763.
Zakończył wojnę siedmioletnią w Europie. Podpisany został na zamku myśliwskim Hubertusburg w Wermsdorfie w Saksonii przez cesarzową rzymsko-niemiecką Marię Teresę i króla Królestwa Prus Fryderyka II Wielkiego. Cesarzowa zrzekła się w nim ostatecznie na rzecz Prus praw do Śląska (poza Cieszyńskim i Opawskim) i ziemi kłodzkiej, natomiast Fryderyk II wyraził swoje poparcie dla jej syna Józefa II w jego staraniach o koronę cesarską.
Traktat nie wprowadzał zmian terytorialnych, lecz niósł ważne konsekwencje polityczne. Podpisano dwa traktaty pokojowe. Pierwszy, z 10 lutego 1763 roku, regulował spory Francji, Hiszpanii i Wielkiej Brytanii. 15 lutego 1763 roku traktat pokojowy podpisały również Austria, Saksonia i Królestwo Prus. Śląsk został trwale podzielony. Zdecydowana jego część pozostała pod pruskim panowaniem, natomiast jego część południowa, obejmująca ziemię cieszyńską oraz Śląsk Opawski z Karniowem pozostała w rękach Austrii tworząc tzw. Śląsk Austriacki. Traktat ten ugruntował 182-letnie panowanie Królestwa Prus nad ziemiami Śląska.